# Turó d'en Vives
El Turó d'en Vives és una muntanya de 760 metres que es troba entre els municipis de Sant Iscle de Vallalta, a la comarca del Maresme i de Sant Celoni, a la comarca del Vallès Oriental. És el punt més alt del Maresme, sent el segon cim més alt del Massís del Montnegre, al Parc del Montnegre i el Corredor.